# Grzegorz Wieczorek
Grzegorz Wieczorek (ur. 17 marca 1990) – polski judoka.
Zawodnik GKS Czarni Bytom (2004-2016). Ośmiokrotny medalista mistrzostw Polski seniorów w kategorii do 60 kg: złoty w 2009, czterokrotny srebrny (2010, 2013, 2014, 2015) i trzykrotny brązowy (2008, 2011, 2012). Ponadto m.in. młodzieżowy mistrz Polski 2010 i dwukrotny mistrz Polski juniorów (2008, 2009).